# Shah Ceragh
Shāh Cerāgh (in persiano شاه چراغ‎) è la tomba dei fratelli Ahmad e Muhammad, figli dell'Imam sciita Mūsā al-Kāẓim e fratelli di ‘Alī al-Riḍā. I due trovarono rifugio a Shiraz (Iran) durante la persecuzione operata dagli Abbasidi contro i musulmani sciiti.

## La moschea-santuario
Le tombe divennero meta di pellegrinaggio nel XIV secolo, allorché la regina Tashi Khatun fece erigere una moschea e una scuola teologica nelle loro vicinanze.
"Shāh Cerāgh" (Shāh-e Cerāgh) significa "Imperatore della Luce". Il sito ebbe questo nome per la natura della scoperta del posto in cui i due giovani dell'Ahl al-Bayt erano stati inumati, il cui merito va all'Ayatollah Dastghāʾib (il bis-bisnonno dell'attuale Ayatollah Dastghāʾib Shīrāzī). Costui era solito vedere da lontano una luce sopra il posto della sepoltura e decise infine di condurre una sua indagine in merito. Trovò così che la luce scaturiva da una tomba all'interno di un cimitero. Il luogo che emanava la luce fu scavato e un corpo ricoperto da un'armatura fu scoperto. Il cadavere aveva un anello in cui si leggeva: "al-ʿizzatu li-llāhi, Aḥmad ibn Mūsā", che significa "La potenza appartiene a Dio, Ahmad figlio di Musa". Fu così scoperto che quello era il sito in cui erano stati inumati i figli di Mūsā al-Kāẓim.

## Storia
Il sito è il luogo di pellegrinaggio più importante all'interno della città di Shīrāz. Aḥmad venne a Shīrāz all'inizio del III secolo islamico (circa 900 d.C.), e vi morì. Durante il regno dell'Atabeg Abū Saʿīd Zangī (circa il 1130) della dinastia dei Zengidi, visir del monarca con il nome di Amīr Muqarrab al-Dīn Badr al-Dīn che, costruì la camera di sepoltura, la cupola, così come un portico colonnato. La moschea è rimasta così per circa 200 anni, prima di ulteriori lavori avviati dalla regina Tash Khātūn (la madre di Shāh Abū Isḥāq Injū) durante gli anni 1344-1349 (745-750 del calendario islamico). Fece approntare le riparazioni essenziali e costruì un edificio, una sala aperta al pubblico, un'università, e una tomba per se stessa sul lato sud e fece omaggio di un Corano scritto in trenta volumi, in caratteri thuluth d'oro con decorazioni in oro, secondo lo stile del calligrafo di quel periodo, Yaḥyā Jamālī. La data scritta sul Corano indica che i volumi sono stati scritti nel 1344-1345 (754-746 AH). Nulla ora rimane degli edifici creati dalla regina, ma i Corani sono rimasti e sono conservati nel Museo del Pars.
La moschea fu di nuovo impegnata in riparazioni resesi necessarie nel 1506 (912 AH), sotto il regno dello Scià Esmāʿīl I), che furono avviati dal guardiano della moschea dell'epoca, Mīrzā Ḥabībullāh Sharīfī. La moschea è stata ancora sistemata nel 1588 (997 AH) quando la metà della struttura crollò a seguito di un terremoto. Nel corso del XIX secolo, la moschea è stata danneggiata più volte ed è stato successivamente riparata. Nel 1827 (1243 AH), Fatḥ ʿAlī Shāh Qājār ha donato una ringhiera ornamentale per la tomba. Un altro terremoto poi ha scosso la moschea nel 1852 (1269 AH), e le riparazioni sono state effettuate da Muḥammad Nāṣir Ẓāhir al-Dawla.
Infine, in ritardo, Nāṣir al-Mulk riparò la cupola ma, a causa delle numerose fessure, nel 1958 tutta la cupola fu rimossa e al suo posto venne inserita una struttura in ferro, che era più leggera e suscettibile di durare più a lungo. La nuova struttura fu posta con la forma della cupola originale e venne finanziata a spese del popolo di Shīrāz. L'attuale edificio è costituito da un portico originale con le sue dieci colonne sul lato orientale, un ampio santuario con nicchie alte sui quattro lati, una moschea sul lato occidentale del santuario, e varie sale. Ci sono anche numerose tombe contigue al mausoleo.
Il lavoro decorativo, in un mosaico di vetro a specchio, le iscrizioni in stucco, la decorazione, le ante rivestite con pannelli di argento, il portico, e l'ampia corte sono le cose più interessanti. La tomba, con la sua grata è in una nicchia tra lo spazio sotto la cupola e la moschea. E questa usanza di collocare la tomba in questa posizione, in modo che non sia direttamente sotto la cupola, si vede in altri luoghi famosi di pellegrinaggio nella città di Shīrāz, e può essere considerata una caratteristica speciale dei santuari di Shīrāz. Due piccoli minareti, situati alle due estremità del portico a colonne, aggiungono imponenza al mausoleo nonché per l'ampio cortile che la circonda su tre lati. Il Mausoleo di Shāh-e Cherāgh fa parte della lista dei monumenti nazionali dell'Iran.

## Sayyid ʿAlā al-Dīn Ḥusayn
Un altro importante centro di pellegrinaggio nella storica città di Shīrāz è il mausoleo di Sayyid Ḥusayn, un altro figlio di Mūsā al-Kāẓim. Questo mausoleo si trova vicino all'angolo sud-est di Shīrāz. Il mausoleo è un edificio alto che porta una cupola alta. L'ingresso originale era sul lato sud, avvicinato da un piccolo cortile dalla strada che corre accanto ad essa. Sul lato occidentale vi è una zona, più o meno ampia, che un tempo era un cimitero, ma è ora considerato come il cortile occidentale del mausoleo.
L'interno del mausoleo è costituito da un santuario alto ornato con disegni con decorazioni a specchio sotto la cupola, e la tomba, come negli altri luoghi di pellegrinaggio a Shīrāz, si trova in una nicchia sul lato nord, e vi è anche una moschea adiacente al santuario dietro la ringhiera della tomba. L'edificio originario del mausoleo è stato costruito da Qotlogh Khān, che, a quanto pare, nel periodo Moghul e Timuride, alla fine del XIV, o all'inizio del XV secolo, fu governatore di Shīrāz, e aveva un giardino dove il presente mausoleo è stato costruito sopra il luogo della tomba si pensa sia.
C'è una scritta con caratteri thuluth sopra il santuario, datata 943 A.H. (1563 d.C.), lo scrittore è stato chiamato Seyavash. L'attuale Santuario è stato costruito nel 923 A.H. (1517 d.C.).
Il Sultano Khalīl menzionato nel poema di cui sopra è il Sultano Dhū l-Qadr, che durante il regno safavide di Shāh Esmāʿīl aveva quindici anni, 911-926 AH (1505-1519), Governatore del Fars, e che secondo quanto è scritto nel Nāṣerī Fārs-Nāmeh, a causa della cattiva condotta della battaglia di Cialdiran, fu per ordine dello Shāh Esmāʿīl messo a morte nel 926 dell'Egira.
L'anno 943 A.H., citato alla fine dell'iscrizione al di sopra del santuario (sotto la cupola), indica che nel tempo di Shāh Tahmasp I il lavoro di completamento del mausoleo è stato compiuto. A causa dell'instabilità del suolo e dei terremoti che si sono verificati a Shīrāz, questo edificio ha subito notevoli danni, e una parte della cupola, che era stata riparata dal compianto Mīrzā Abū l-Ḥasan Moshīr ol-Mulk, e nonostante le riparazioni e i tanti rinforzi, è stata poi effettuata dal compianto generale Riyāḍī, l'ex direttore della Pubblica Istruzione del Fārs, e, successivamente, con la minaccia di caduta nel 1950 la cupola fu smantellata dal Dipartimento della Pubblica Istruzione del Fārs. Poi una cupola di minor peso, con una struttura in ferro interno, è stata preparata, al costo dei fondi del mausoleo, ed è stata posta in posizione nel 1952, e per alcuni anni successivi un rivestimento di mattoni e piastrelle smaltate sono state applicate alla forma della cupola originaria.

Il Mausoleo di Sayyid Ḥusayn è stato registrato il 29 del mese di Azar 1316, con il n. 307, nella lista dei monumenti storici dell'Iran

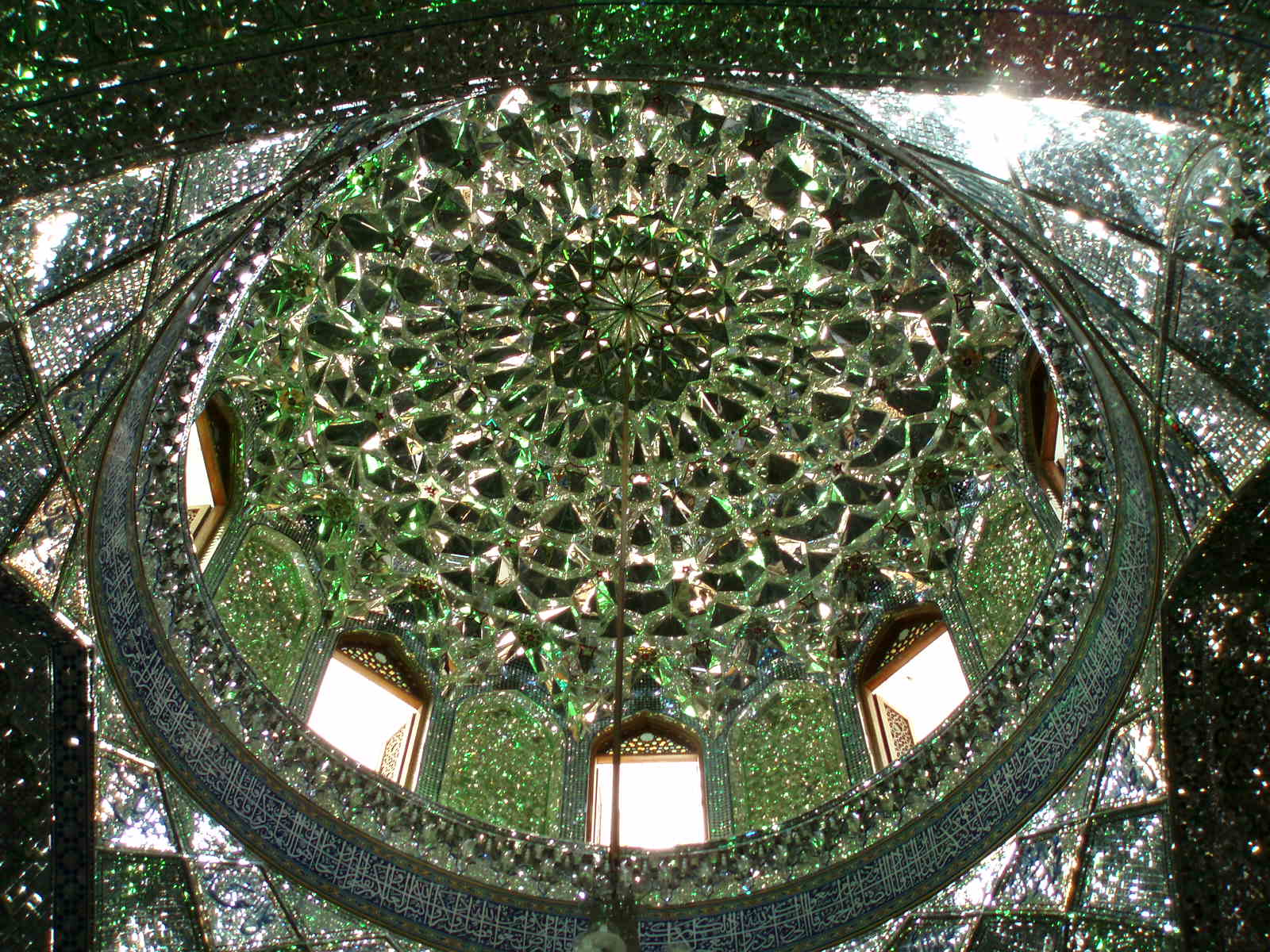
Gli specchi al di sotto della cupola.
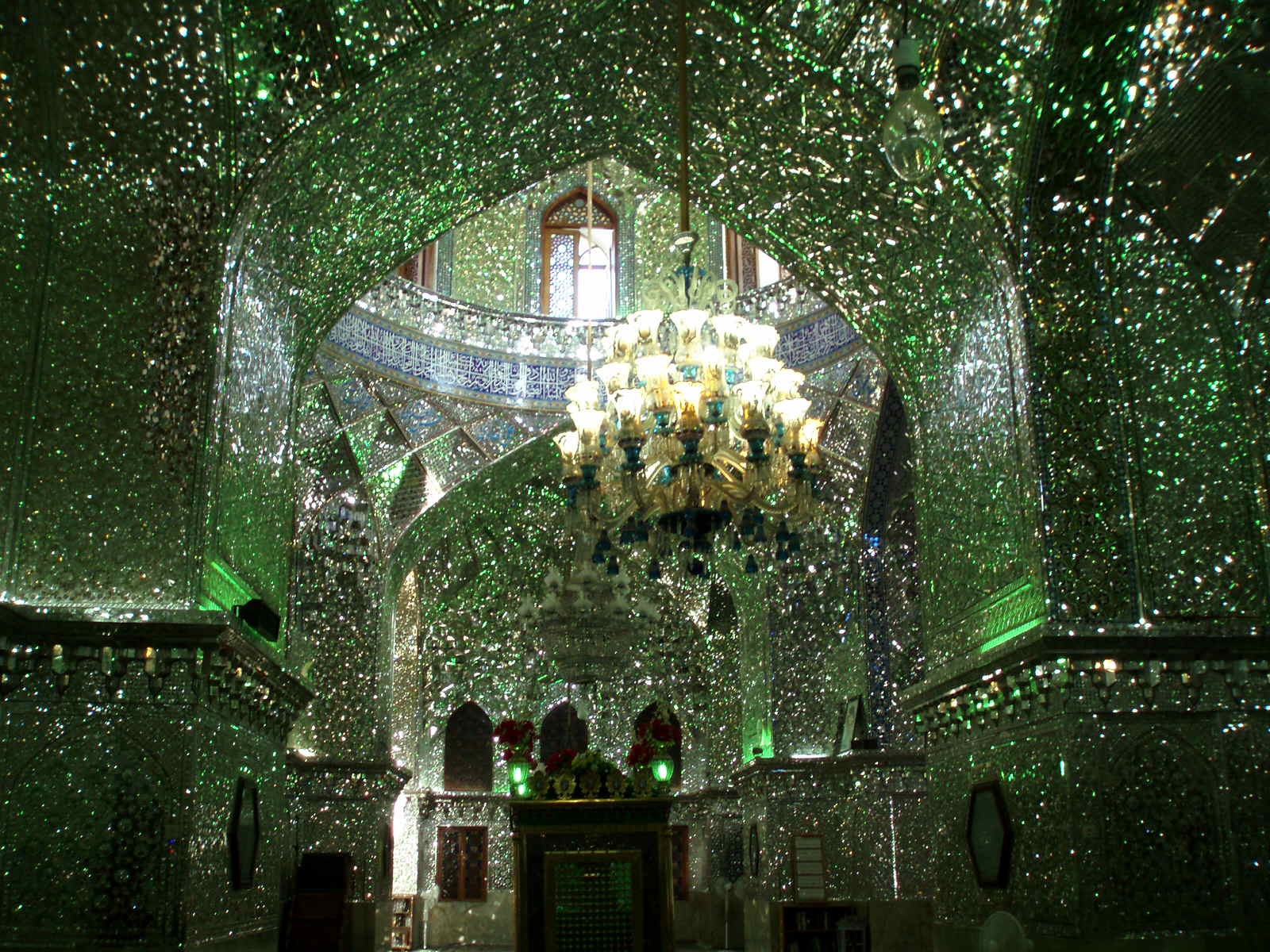
Dentro lo Shāh Cherāgh.
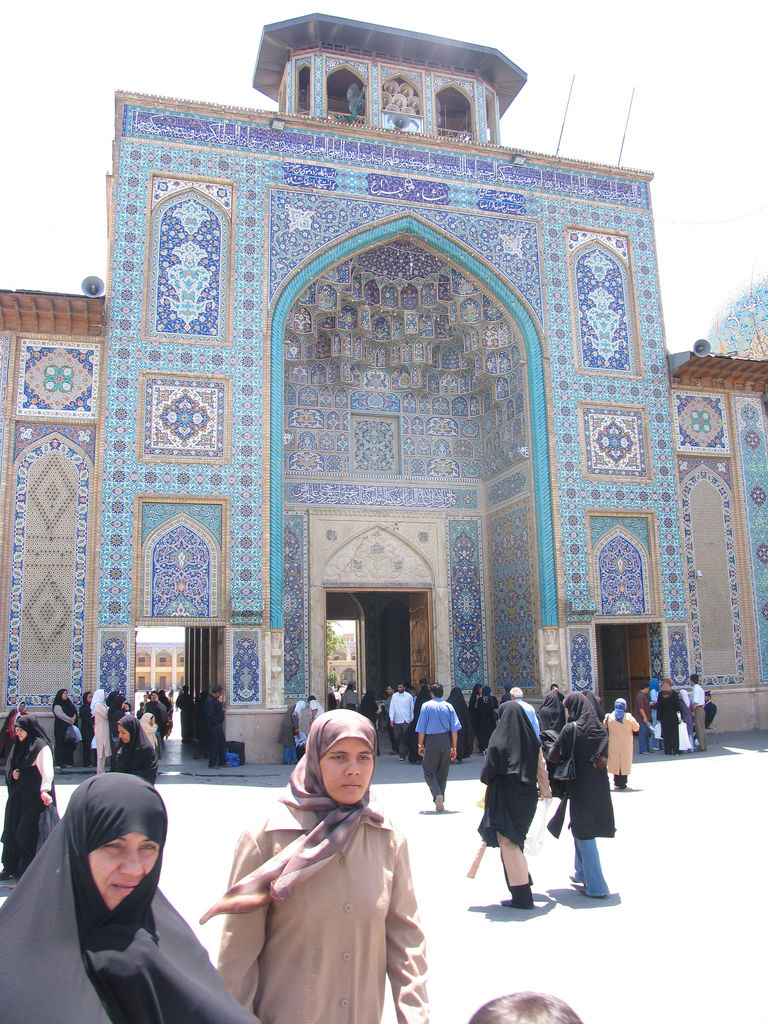
Facciata dello Shāh Cherāgh.
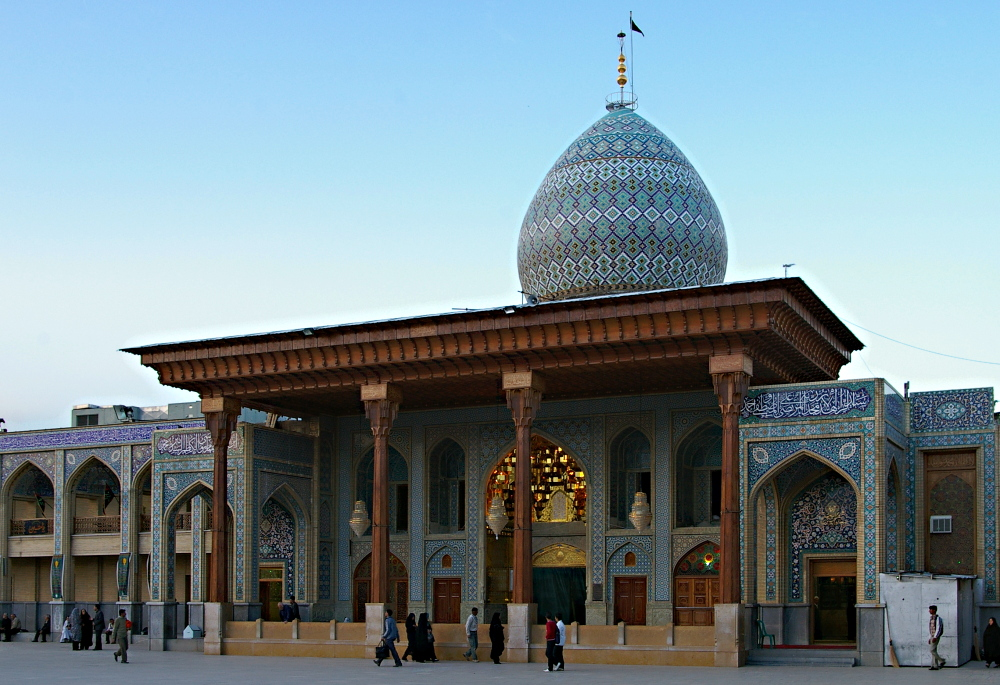
La tomba di Aḥmad e di Muḥammad.